# Квацихе
Квацихе (груз. ქვაციხე) — село в Грузии, на территории Чиатурского муниципалитета края (мхаре) Имеретия.

## География
Село находится на западе центральной части Грузии, на берегах реки Буджа, на расстоянии приблизительно 18 километров (по прямой) к западу от города Чиатура, административного центра муниципалитета. Абсолютная высота — 424 метра над уровнем моря.

## Население
По результатам официальной переписи населения 2014 года, в Квацихе проживал 451 человек (231 мужчина и 220 женщин). В национальной структуре населения грузины составляли 99,8 %, русские — 0,2 %.
| Год  | Население, человек |
| ---- | ------------------ |
| 2002 | 805                |
| 2014 | ↘ 451              |